# Калиница
Вижте пояснителната страница за други значения на Кали.
Калиница или Ячкьой (на гръцки: Καλή, Кали, до 1927 година Καλλίνιτσα, Калиница) е село в Гърция, Егейска Македония, част от дем Въртокоп в област Централна Македония.

## География
Селото е разположено на 40 m надморска височина в Солунското поле на 12 km източно от град Воден (Едеса) и западно от град Енидже Вардар (Яница), на брега на бившето Ениджевардарско езеро.

## История
На 3,5 km северно от Калиница, на левия бряг на Мъгленица са развалините на античния град Мениида.

### В Османската империя
Най-старата църква в Калиница е „Свети Атанасий“ от 1780 година, построена от местните жители и изгоряла в 1952 година, като на нейно място е построен сегашният нов храм.
В началото на XX век Калиница е село в Ениджевардарска каза на Османската империя. Според статистиката на Васил Кънчов („Македония. Етнография и статистика“) в 1900 година в Калиница (Ячъ Кьой) живеят 140 българи и 700 турци.
Всичките жители на Калиница са под върховенството на Цариградската патриаршия – по данни на секретаря на Българската екзархия Димитър Мишев („La Macédoine et sa Population Chrétienne“) в 1905 година в Калиница Ячкьой (Kalinitza Yatch-Keuy) има 176 българи патриаршисти гъркомани.

### В Гърция
През Балканската война в селото влизат гръцки войски и след Междусъюзическата Калиница остава в Гърция. 
Боривое Милоевич пише в 1921 година („Южна Македония“), че Калиница има 25 къщи славяни християни, 100 къщи турци и 25 къщи цигани мюсюлмани.
Турското население се изселва в Турция и в селото са заселени гърци бежанци от цариградския квартал Мармара, Източна Тракия и галиполското село Ангелохори. В 1927 година селото е прекръстено на Кали. В 1928 година Калиница е представено като чисто бежанско с 200 бежански семейства и 814 души бежанци. Според Тодор Симовски селото е смесено местно-бежанско, като мнозинството са бежанци.
Селото е богато. Произвежда предимно жито, памук, сусам, овошки, като частично е развито и краварството.
| Име          | Име            | Ново име     | Ново име       | Описание                                        |
| ------------ | -------------- | ------------ | -------------- | ----------------------------------------------- |
| Пилит оба    | Πιλίτοβα       | Пулия        | Πουλιά         | местност на ЮИ от Калиница                      |
| Орта оба     | Ορτάσβο        | Неротопос    | Νερότοπος      | местност на Ю от Калиница                       |
| Дидирова     | Ντιντίροβα     | Констандина  | Κωνσταντίνα    | река на СИ от Калиница                          |
| Мъгленица    | Μογλενίτσας    | Потамос      | Ποταμός        | река, приток на Бистрица                        |
| Тепе Терласи | Τεπέ Τερλασὶ   | Ипсома       | Ύψωμα          | възвишение в Паяк на С от Калиница (219,4 m)    |
| Развала      | Ράσβαλα        | Халасмата    | Χαλάσματα      | местност на Ю и на И от Бабяни                  |
| Зерянка      | Σερνίκι        | Пиксария     | Πηξάρια        | река С и И от Бабяни                            |
| Раджа бърдо  | Ράντζα Μποϋρδε | Аясма        | Άγιασμα        | връх в Паяк на СИ от Калиница                   |
| Цървена бара | Τσαρβένα Μπάρα | Кокиновуркос | Κοκκινόβουρκος | местност в Паяк на СИ от Калиница и Бабяни      |
| Църквичка    | Τσαρκφίσκι     | Еклисаки     | Έκκλησάκι      | връх в Паяк на СИ от Калиница и Бабяни (1533 m) |
| Краня        | Κράνια         | Краниес      | Κρανιές        | река на С от Бабяни                             |

До 2011 година Калиница е център на самостоятелен дем Мениида.
На централния площад е църквата „Въздвижение на Светия кръст“, а извън селото църквата „Свети Георги“.
| Година    | 1913 | 1920 | 1928 | 1940 | 1951 | 1961 | 1971 | 1981 | 1991 | 2001 | 2011 | 2021 |
| --------- | ---- | ---- | ---- | ---- | ---- | ---- | ---- | ---- | ---- | ---- | ---- | ---- |
| Население | 1073 | 1207 | 1017 | 1206 | 1206 | 1319 | 1454 | 1510 | 1463 | 1684 | 1378 | 1222 |